# Henry’s Dream
A Henry's Dream a Nick Cave and the Bad Seeds hetedik megjelent albuma, 1992-ből. A rajongók egyik nagy kedvence, annak ellenére, hogy Cave elégedetlen volt David Briggs producer munkájával. Az album szerepel az 1001 lemez, amit hallanod kell, mielőtt meghalsz című könyvben.

## Az album dalai
|    | Cím                         | Szerző(k) | Hossz |
| -- | --------------------------- | --------- | ----- |
| 1. | Papa Won't Leave You, Henry | Nick Cave | 5:43  |
| 2. | I Had a Dream, Joe          | Cave      | 3:42  |
| 3. | Straight to You             | Cave      | 4:35  |
| 4. | Brother, My Cup Is Empty    | Cave      | 3:02  |
| 5. | Christina the Astonishing   | Cave      | 4:50  |
| 6. | When I First Came to Town   | Cave      | 5:21  |
| 7. | John Finn's Wife            | Cave      | 5:13  |
| 8. | Loom of the Land            | Cave      | 5:07  |
| 9. | Jack the Ripper             | Cave      | 3:45  |

## Közreműködő zenészek
- Nick Cave – ének, harmonika, billentyűs hangszerek
- Mick Harvey – gitár, vibrafon, billentyűs hangszerek, dob
- Blixa Bargeld – gitár
- Thomas Wydler – dob, ütősök
- Conway Savage – zongora, orgona
- Martin P. Casey – basszusgitár